# Hymenachne grumosa
Hymenachne grumosa är en gräsart som först beskrevs av Christian Gottfried Daniel Nees von Esenbeck, och fick sitt nu gällande namn av Fernando Omar Zuloaga. Hymenachne grumosa ingår i släktet Hymenachne och familjen gräs. Inga underarter finns listade i Catalogue of Life.